# José de Córdova y Ramos
José Cipriano Ramón Antonio Agustín de Córdova-Lasso de la Vega y Ramos de Garay (Utrera, 26 de septiembre de 1732-Cádiz, 3 de abril de 1815) fue un explorador y almirante español.

## Biografía
Fue hijo de Don Ramón Antonio de Córdova-Lasso de la Vega y Córdova-Lasso de la Vega, y de Doña Mariana Josefa Ramos de Garay y Mexiá. 
Tras navegar bajo las órdenes de Andrés Reggio, es designado para navegar desde Cádiz hasta Filipinas por la ruta del cabo de Buena Esperanza. A bordo de la fragata Astrea, Córdova zarpa en abril de 1770 con 289 hombres en su tripulación. Llegados a la bahía de Manila, afirma «haver arrivado con solo dos enfermos declarados de escorbuto, diez levemente picados, y dos, el uno de tersianas, y el otro de enfermedad adquirida», señalando que la baja incidencia de escorbuto se debe al «gaspacho que les mandé dar desde que empecé a disminuir la altura y a experimentar algún calor». Poniendo rumbo para España el 6 de enero de 1771, regresa a la isla de León el 1 de agosto de 1771.
En 1789, es ascendido a teniente general y al estallar la guerra contra el Reino Unido, en 1796, es nombrado comandante en jefe de la flota española. Tras su derrota en la batalla del Cabo de San Vicente, en 1797, es cesado y expulsado de la Armada.

## Familia
Casado con Julia de Rojas, tuvieron un hijo, José de Córdoba y Rojas. Luis Fernández de Córdova y Fernando Fernández de Córdova fueron nietos suyos.